# União dos Democratas pela República
A União dos Democratas pela República (em francês:  Union des démocrates pour la République, UDR) foi um partido político francês, fundado após a renúncia de Charles de Gaulle, em 2 de maio de 1969, como sucessor da União para a Nova República, manteve os mesmos ideais da UNR, a UDR existiu até 1976, quando trocou o nome para Reagrupamento para a República.

## Resultados eleitorais

### Eleições presidenciais
| Data | Candidato apoiado     | 1ª Volta  | 1ª Volta   | 2ª Volta | 2ª Volta |
| Data | Candidato apoiado     | Votos     | %          | Votos    | %        |
| ---- | --------------------- | --------- | ---------- | -------- | -------- |
| 1974 | Jacques Chaban-Delmas | 3 857 728 | 15,1 (3.º) |          |          |

### Eleições legislativas
| Data | 1ª Volta  | 1ª Volta   | 1ª Volta | 2ª Volta   | 2ª Volta   | 2ª Volta | Deputados | +/- | Status  | Aliança                |
| Data | Votos     | %          | +/-      | Votos      | %          | +/-      | Deputados | +/- | Status  | Aliança                |
| ---- | --------- | ---------- | -------- | ---------- | ---------- | -------- | --------- | --- | ------- | ---------------------- |
| 1968 | 9 667 532 | 43,7 (1.º) |          | 6 762 170  | 46,4 (1.º) |          | 293 / 487 |     | Governo | Coligação com RI       |
| 1973 | 8 242 661 | 34,7 (1.º) | 9,0      | 10 701 135 | 45,6 (1.º) | 0,8      | 183 / 491 | 110 | Governo | Coligação com RI e CDP |